# Radio Kootwijk

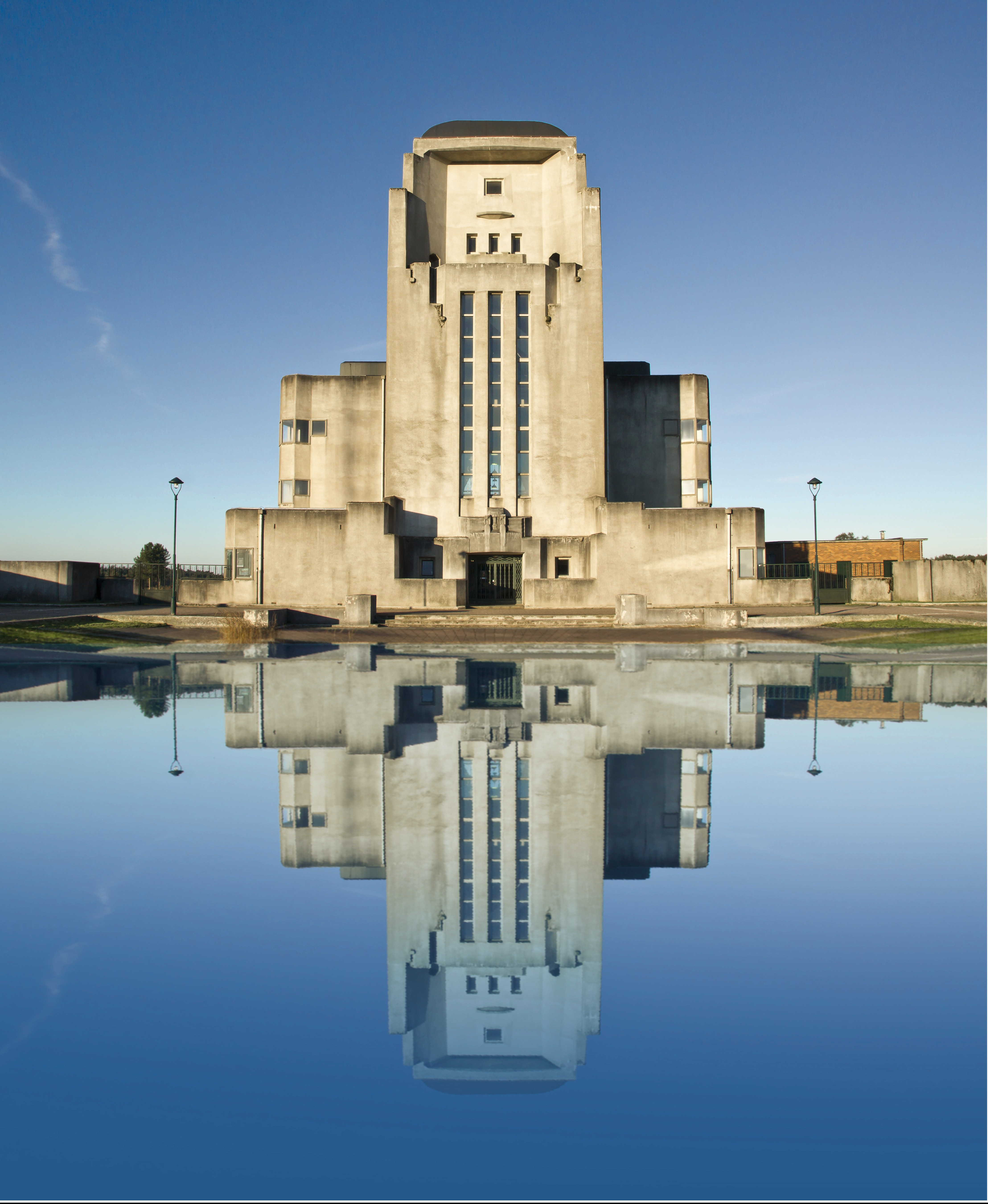
Das eindrucksvolle Sendergebäude (Gebouw A) aus den 1920er Jahren erinnert an eine monumentale Kathedrale (2010).

Radio Kootwijk ist eine ehemalige Sendeanlage in der Veluwe, einem Waldgebiet im Herzen der Niederlande, nahe der Stadt Apeldoorn.

## Geschichte

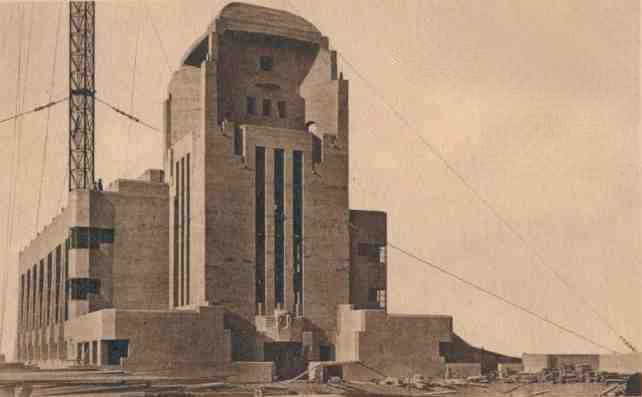
Das Sendergebäude während der Errichtung (1922).

Der Bau begann im Jahr 1918, noch während des Ersten Weltkriegs, in dem die Niederlande neutral waren. Zweck war, eine Funkkommunikation zum rund 12.000 km entfernten Niederländisch-Ostindien zu etablieren. Als Gegenstation dort diente Radio Malabar auf Java. Kurz zuvor, noch während des Weltkriegs, bestand der einzige Kommunikationskanal dorthin aus einem Seekabel, das durch den Golf von Aden verlief und von den Briten kontrolliert wurde. Die Niederlande sorgten sich um eigene, unabhängige Nachrichtenverbindungen zwischen Europa und Ostindien und errichteten deshalb zusätzlich zu Radio Kootwijk und Radio Malabar noch weitere  Funkrelaisstationen, unter anderem auf Sumatra und Sri Lanka. Der Sendebetrieb von Radio Kootwijk wurde 1923 aufgenommen.
Während des Zweiten Weltkriegs wurde der Langwellensender Kootwijk von den deutschen Besatzern für den Funkverkehr mit den im Atlantik operierenden U-Booten genutzt. Die Wehrmacht platzierte auch Flugabwehrgeschütze auf dem Gebäude und unterbaute Luftschutzbunker. Anfang April 1945, als sich kanadische Befreiungstruppen näherten, wurden die Waffenanlagen demontiert oder großteils gesprengt. Das Sendergebäude (nebst Nebengebäuden) selbst wurde nicht gesprengt und zählt heute zu den Kulturdenkmalen (Rijksmonument) der Niederlande.
Es diente unter anderem als Kulisse für die Außenaufnahmen im Film Mindhunters.